# Nguyễn Đắc Xuân
Nguyễn Đắc Xuân (sinh 1937 tại Thừa Thiên Huế) là một nhà văn, nhà nghiên cứu Huế được biết đến với các sách viết về triều Nguyễn và cố đô Huế.

## Tiểu sử
Nguyễn Đắc Xuân sinh năm 1937 tại Thừa Thiên Huế, quê cha ở Huế, quê mẹ Thanh Hóa, thời thơ ấu ở Đà Lạt, hiện sống ở Huế. Ông từng học trường Quốc Học và Đại học Huế. Thời trẻ, Nguyễn Đắc Xuân có 3 năm đấu tranh ở đô thị và 9 năm tham gia kháng chiến chống Mỹ.
Năm 1966, ông học xong Ban Việt Hán Đại học Sư phạm Huế. Sau đó ông đi kháng chiến, đến năm 1975 về lại Huế làm việc tại Ban Tuyên giáo Thành ủy Huế.
Ông làm Chủ tịch Hội Văn nghệ Thành phố Huế (1988), Phó Tổng biên tập kiêm Thư ký Tòa soạn tạp chí Sông Hương (1990), Trưởng Văn phòng Đại diện báo Lao Động tại miền Trung và Tây nguyên cho đến ngày hưu trí (1998).

## Tác phẩm
1. Hương Giang cố sự. Huế: Nhà xuất bản Sông Hương. 1986.
2. Những bí ẩn về cựu Hoàng đế Duy Tân. 1987.
3. Chuyện cũ Cố Đô. 1989.
4. Huế, Bác Hồ thời niên thiếu. Nhà xuất bản Trẻ. 1990.
5. Chuyện các bà trong cung Nguyễn (Ba tập) 1994, 1994, 1997. nhà xuất bản Thuận Hóa - Huế.
6. Chuyện các ông hoàng triều Nguyễn. Sở văn hóa thông tin Thừa Thiên. 1991.
7. Phụ Chính Đại thần Trần Tiễn Thành. 1992.
8. Đi tìm lăng mộ vua Quang Trung. Hà Nội: Nhà xuất bản Viện Sử Học Việt Nam. 1992.
9. Hướng dẫn đi thăm kinh thành. Nhà xuất bản Thuận Hoá. 1990.
10. Histoire d’amour des dames dans le Palais des Nguyen. Nhà xuất bản The Gioi. 1993.
11. Cố đô Huế bí ẩn và khám phá. 1994.
12. Chuyện ba vua Dục Đức Thành Thái Duy Tân. 1995.
13. Chín đời Chúa và mười ba đời vua Nguyễn. 1997.
14. Princes, Seigneurs et Empereurs des Nguyên. The Gioi. 1996.
15. Cụ Hoàng Hương Sơn. Nhà xuất bản Thuận Hoá. 1997.
16. Văn hoá Cố Đô. Nhà xuất bản Thuân Hoá. 1997.
17. Bốn trăm năm chùa Thiên Mụ. 1998.
18. Chuyện tình và Thơ tình xứ Huế. 1998.
19. “Danh nhân” Nguyễn Hiễn Dĩnh, ông là ai?. Houston, USA: Anh Trần Xuất bản. 1998.
20. Một trăm năm chợ Đông Ba. 1999.
21. Một trăm năm Khách sạn Sàigòn Morin Huế.
22. Khách sạn Sàigòn Morin, Huế. 2000.
23. Hỏi đáp về Triều Nguyễn và Huế xưa, (6 tập). TP HCM: Nhà xuất bản Trẻ. 2000.
24. Qua Pháp tìm Huế xưa. 2000.
25. Chuyện các quan triều Nguyễn. 2001.
26. Kiến thức về triều Nguyễn Và Huế Xưa, (4 tập). 2002.
27. Trịnh Công Sơn Có Một ThờI Như Thế. 2003.
28. Đi Tìm Dấu Tích Thời Niên Thiếu Của Bác Hồ Ở Huế. Nhà xuất bản Văn Học. 2003.
29. Lễ tết Ăn chơi Trong Cung Nguyễn. 2004.
30. Đại học sĩ Trương Quốc Dụng. 2006.
31. Mừng ngày trở về của Nhạc sĩ Phạm Duy. 2006.
32. Đi tìm dấu tích Cung điện Đan Dương-sơn lăng của Hoàng đế Quang Trung. Huế: Nhà xuất bản Thuận Hóa. 2007.
33. Hỏi chuyện đời bà “thứ phi” Mộng Điệp với CH Bảo Đại. 2008.
34. Giải khăn sô cho Nhã Ca Trần Thị Thu Vân. Houston: Nhà xuất bản Đông Dương Thời Báo. 2008.
35. 700 năm Thuận Hóa Phú Xuân Huế. Nhà xuất bản Trẻ. 2009.
36. Tưởng nhớ Nhạc sĩ Phạm Thế Mỹ. 2010.
37. Phụ Chính Đại Thần Trần Tiễn Thành. 2010.
38. Nhánh tùng vườn An Hiên. 2010.
39. Trịnh Công Sơn có một thời như thế. 2011.
40. Nghiên cứu triều Nguyễn và Huế xưa (Tập I). 2011.
41. Chuyện Quý Bà giữa đời thường và trong cung Nguyễn. 2011.
42. Để Còn Nhớ Mãi. Nhà xuất bản Phụ Nữ. 2011.
43. Nghiên cứu triều Nguyễn và Huế xưa (Tập II). 2012.
44. Từ Phú Xuân Đến Huế, Tự truyện, (3 tập). Nhà xuất bản Trẻ. 2012.
45. Một trăm năm vui buồn Hoàng hậu Nam Phương. Nhà xuất bản Thuận Hóa.
46. Vua Hàm Nghi-một tâm hồn Việt ở chốn lưu đày. 2013.
47. Bắc cung hoàng hậu Lê Ngọc Hân thời ở Huế. 2014.
48. Nam bộ với triều Nguyễn và Huế xưa, Hồng Đức. 2015.
49. Đỉnh Xuất Kỳ Nhân. 2016.
50. Nẻo Về Sen Nở. Thuận Hóa. 2016.
51. Phủ Dương Xuân thời các chúa Nguyễn-Cung điện Đan Dương thời Quang Trung ở Huế. Văn hóa Văn Nghệ TP HCM. 2017.
52. Thiền Lâm –ngôi chùa lịch sử-Thiền viện lớn nhất ở xứ Đàng Trong. Thuận Hóa. 2017.